# واين مارشال
واين مارشال (بالإنجليزية: Wayne Marshall)‏ هو مغني جامايكي، ولد في 9 أبريل 1980 في جامايكا.

## وصلات خارجية
- واين مارشال على موقع ميوزك برينز (الإنجليزية)
- واين مارشال على موقع ديسكوغز (الإنجليزية)